# Музей Калининского фронта
Музей Калининского фронта — музей, посвященный событиям Великой Отечественной войны и боевым действиям на территории Калининской (ныне Тверской) области.
Музей является филиалом Тверского государственного объединенного музея.

## История
Музей был открыт в 2005 г. к 60-летию Победы в Великой Отечественной войне в память событий, происходивших в 1941 г. на правом, северном фланге Московский битвы.
В музее два экспозиционных залы — выставочный и лекционный. Художественное оформление и цветовое решение экспозиции направлены на воссоздание духа военного времени. Материалы первого зала отражают события первых месяцев Великой Отечественной войны, боевые действия на территории области, оборону и освобождение города Калинина. В витринах — схемы, позволяющие увидеть планы германского командования в районе Калинина, проследить ход военных действий вокруг города. Фотографии и документы защитников и освободителей города дают возможность узнать их имена, рассказывают о конкретных примерах героизма советских людей. Отдельно выделен комплекс материалов о создании Калининского фронта.
В одной из витрин зала выставлены образцы оружия, предметы снаряжения воинов вермахта. В другой представлены уникальные экспонаты: подлинный красный флаг, который был водружён над речным вокзалом города Калинина в день его освобождения 16 декабря 1941 г., окровавленные комсомольские билеты воинов, погибших в боях за город.

## Экспозиция
В экспозиции музея представлена диорама «Бой за Тверецкий мост», которая занимает центральное место в одном из залов музея. Ее сюжет отражает подлинный факт, когда артиллеристы 5-й батареи 531-го артиллерийского полка под командованием лейтенанта А. И. Кацитадзе при поддержке бойцов 4-й роты 937-го стрелкового полка под командованием лейтенанта Н. М. Букшенко в районе Пожарной площади в Калинине в течение трёх дней закрывали германским войскам путь в Заволжье через Тверецкий мост.

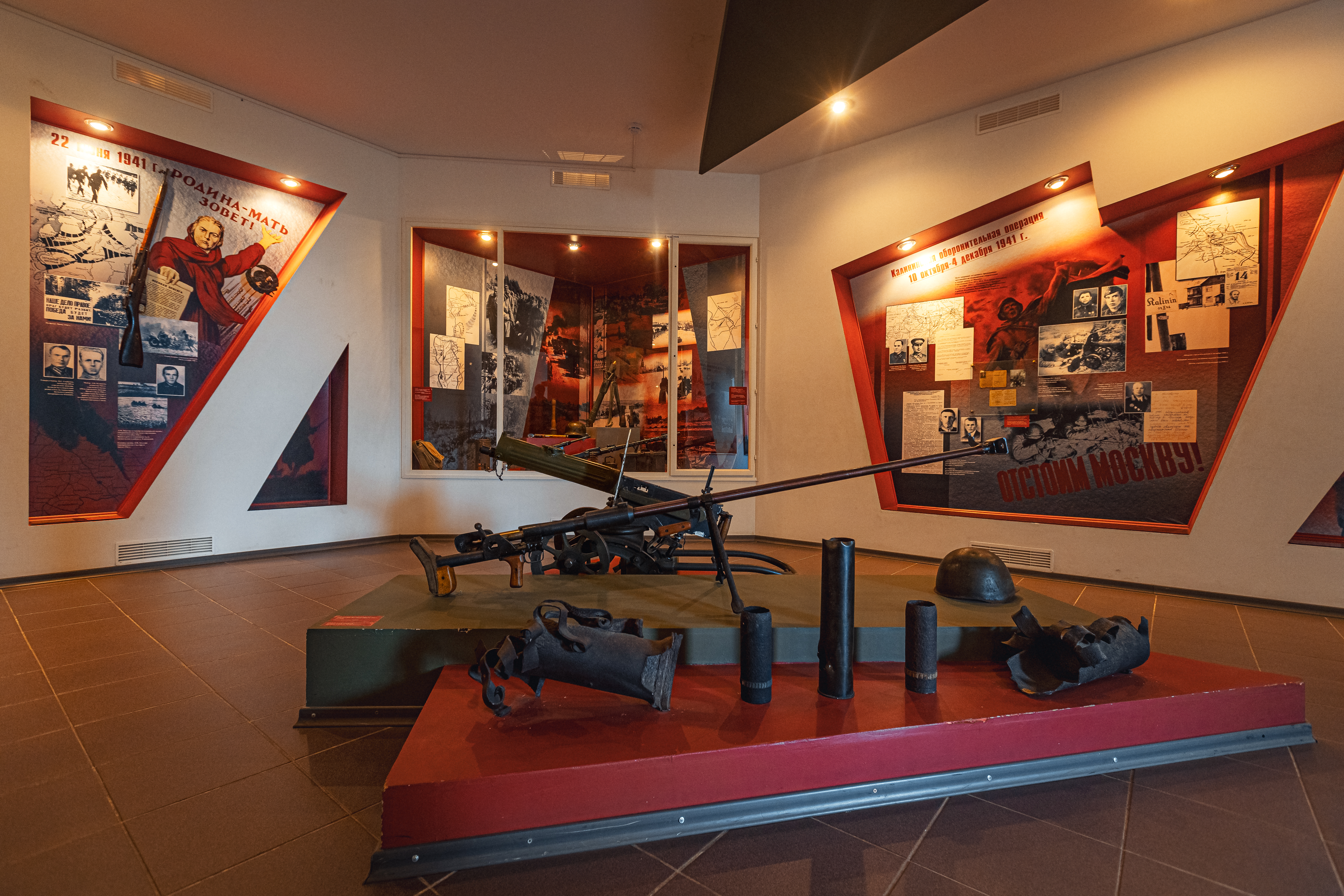
Экспозиция музея

Экспонаты второго зала музея рассказывают о боевых действиях Калининского фронта в 1942—1943 г..: восьми наступательных и одной оборонительной операциях, проведенных войсками фронта как самостоятельно, так и совместно с другими войсками других фронтов.
В экспозиции можно увидеть фотографии дома, где И. В. Сталин, а также фотографии командующего Калининским фронтом генерал-полковника А. И. Ерёменко.
Центральное место во втором зале занимает художественная композиция, на которой размещены основные информационные сведения о Калининском фронте.
В лекционном зале музея выставлены фотографии корреспондента Калининского фронта Б. Е. Вдовенко и работы немецких фотографов.
В выставочном зале размещается стационарная выставка «Детство, опаленное войной».
На территории музея находится несколько объектов: братская могила, где похоронены погибшие в боях за Эммаус воины; площадка с образцами артиллерийных орудий; полевая кухня с дощатыми стволами и лавками.
В музейном пространстве проводятся интерактивные программы:
1.) «Аты-баты, шли солдаты!», где участники программы примеряют на себя роли бойцов Калининского фронта.

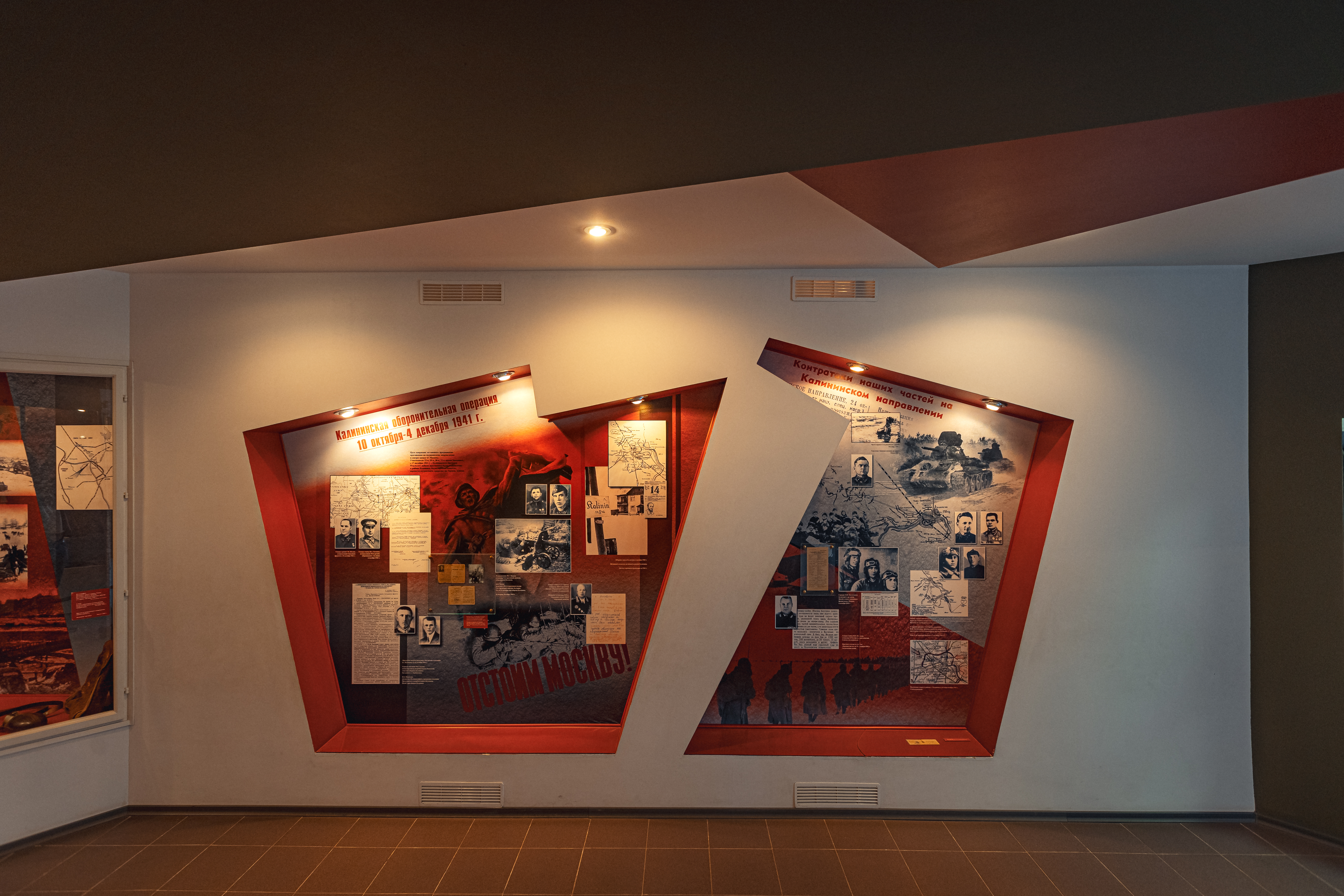
Зал музея Калининского фронта

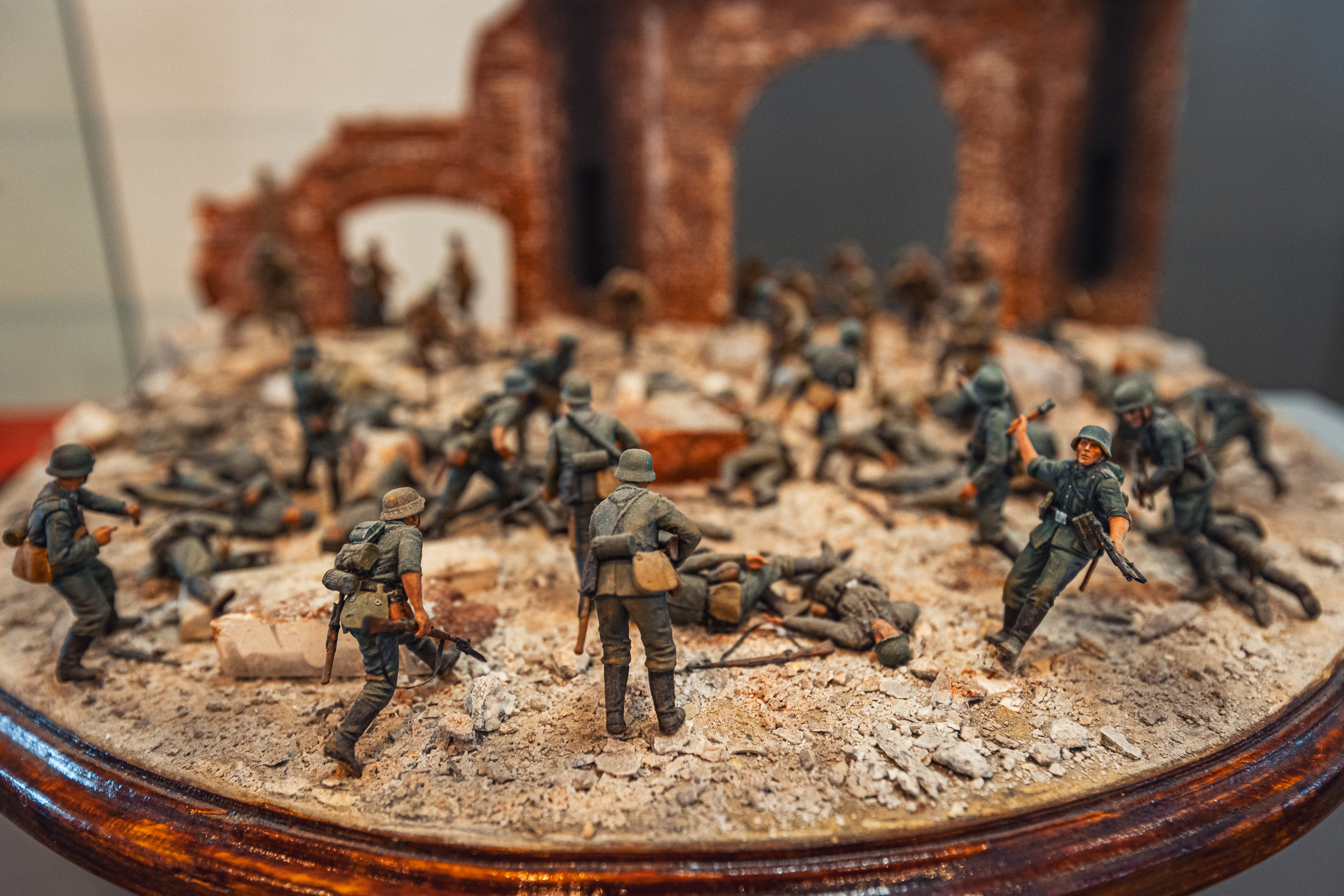
Фрагмент экспозиции Музея Калининского фронта

2.) Квест «От Калинина до Кёнигсберга», где участники перед началом игры посещают экскурсию, чтобы иметь общее представление о музее, понять схему экспозиции, расположение залов и экспонатов, а на следующим этапе получают пакет с заданием, в который входят индивидуальная карта и красноармейская книжка с отрывным талоном для прохождения квеста по музею.